# لويس بوير
لويس بوير (بالفرنسية: Louis Boyer)‏ هو سياسي فرنسي، ولد في 13 نوفمبر 1921، وتوفي في 12 مايو 2017 في فرنسا. انتخب عضو مجلس الشيوخ الفرنسي.